# Negar Moghaddam

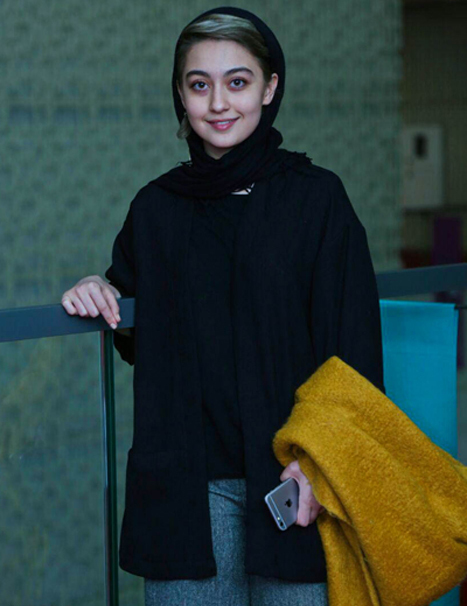
Negar Moghaddam

Negar Moghaddam (persisch نگار مقدم; * 30. Mai 1999) ist eine iranische Schauspielerin.

## Leben und Karriere
Moghaddam wurde am 30. Mai 1999 geboren. Ihr Debüt gab sie 2018 in dem Film Dressage. Für ihre Darstellung wurde sie 2018 beim 21. Shanghai International Film Festival mit dem Preis Best Asian New Talent Actress ausgezeichnet. Zudem erhielt sie sie 2019 eine Nominierung bei den CinemaCinema Academy Awards als Beste Schauspielerin. 2025 belegte sie in der Serie The Savage eine der Hauptrollen.

## Filmografie
- 2018: Dressage
- 2025: The Savage (Fernsehserie)